# Султанбаев, Кудайберген Тауекелович
Кудайберген Тауекелович Султанбаев (1 мая 1947, Аральский район, Кызылординская область — 20 декабря 2010, Алма-Ата, Казахстан) — казахский государственный и общественный деятель. актёр кино и театра, театральный педагог, профессор. Народный артист Казахстана (1996), заслуженный артист Казахской ССР (1983). Широкую популярность получил, как актер и фронтмен юмористической программы «Тамаша»

## Биография
Родился 1 мая 1947 года в Аральском районе Кызылординской области.
В 1974 году окончил актерский факультет Казахский государственный институт искусств им. Курмангазы.

В 1978 году  был приглашен в качестве актера на телевизионную программу «Тамаша», в которой он проработал долгие годы и стал популярным актером.
Окончил юридический факультет Казахский национальный педагогический университет по специальности «юрист».
Умер 20 декабря 2010 года в г. Алматы.

## Трудовая деятельность
В 1968 по 1969 годы — работал в отделе культуры Аральского района
В 1969 по 1970 годы — ассистент и режиссёр в составе ансамбля «Гульдер».
В 1974 по 1992 годы — актёр Казахский государственный академический театр драмы имени М. О. Ауэзова
В 1992 по 1995 годы — продюсер и актёр юмористического театра «Тамаша»
С 2004 года до конца жизни занимался педагогической работой в Казахской Национальной академии искусств на факультете «актерского мастерства».

## Основные роли на сцене
Казахский государственный академический театр драмы имени М. О. Ауэзова
- На сцене играл роли Жараса (М.Ауэзов «Айман-Шолпан»), Зилкара, Жантыка (Г.Мусрепов «Амангельды» и «Козы-Корпеш и Баян сулу»), Тильмаша (А.Нурпеисов «Кровь и пот»), Сейдахмета, Сабитжана (Ч.Айтматов «Белый пароход», «И дольше века длится день»), Бобчинский (Н. В. Гоголь «Ревизор») и т. д. Снимался в кино : Администратор («Прощай, Медеу», 1972), Иосиф Татаевич («Восхождение на Фудзияму», 1988) и др.

## Выборные должности, депутатство
С 1995 по 1999 годы — Депутат Мажилиса Парламента Республики Казахстан І созыва, Член Комитета по социально-культурному развитию.

## Награды и звания
- 1983 — Заслуженный артист Казахской ССР;
- 1996 — Народный артист Казахстана, за заслуги в области казахского театрального и киноискусства;[5]
- 1998 — Медаль «Астана»;
- 2008 — Орден Курмет за большие заслуги в развитии отечественной культуры и искусства, многолетнюю плодотворную деятельность;[6]
- Почётный гражданин Аральского района Кызылординской области;
- Награждён личным благодарственным письмом Президента РК.